# Doris Kareva

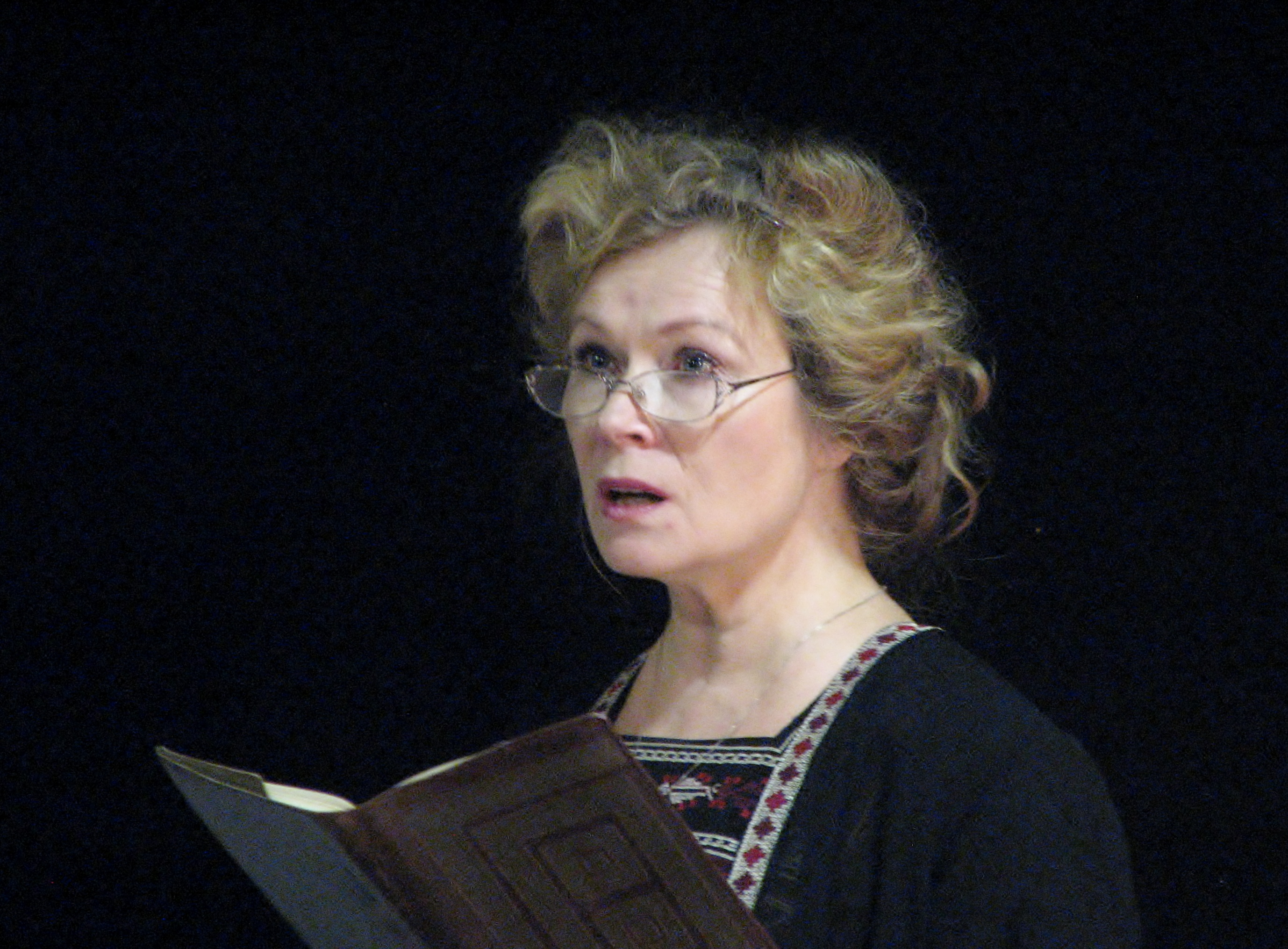
Kareva au festival Dovlatov à Tallinn.

Doris Kareva (née le 28 novembre 1958) est une poétesse et traductrice estonienne.

## Biographie
Née à Tallinn, elle est la fille d'un célèbre compositeur, Hillar Kareva. Elle a étudié l'anglais à l'université de Tartu et a commencé à écrire de la poésie dans les années 1960,. 
Elle a notamment traduit en estonien William Shakespeare, Anna Akhmatova, Emily Dickinson, Joseph Brodsky, Kahlil Gibran, Kabir, W. H. Auden, et Samuel Beckett.
Elle est également cheffe de la commission nationale estonienne à l'UNESCO.

## Œuvres

### Poésie
- Päevapildid (1978)
- Ööpildid (1980)
- Puudutus (1981)
- Salateadvus (1983)
- Vari ja viiv (1986)
- Armuaeg (valikkogu, 1991)
- Kuuhobune (1992)
- Maailma asemel (1992)
- Hingring (1997)
- Mandragora (2002)
- Aja kuju (2005)
- Tähendused (2007)
- Lõige (2007)
- Deka (2008)
- Sa pole üksi (2011)
- Perekonnaalbum(2015)

## Récompenses et distinctions
- Prix de poésie Juhan Liiv, 1991
- Ordre de l'Étoile blanche d'Estonie de 4e classe, 2001
- Prix littéraire Eduard-Vilde, 2003